# ライオンのわがまま夢中船
『ライオンのわがまま夢中船』（ライオンのわがままむちゅうせん）は、1987年4月4日から同年6月27日までテレビ東京系列局で放送されたトークバラエティ番組である。全13回。前番組『ライオンのわがまましてます50人』に引き続き、ライオンの一社提供。放送時間は毎週土曜 22:00 - 22:30 (JST) 。
なお1987年5月2日放送分からは、『チェックTV ライオンのDo You 土曜?』（チェックティーヴィーライオンのドゥーユーどよう）と題して放送された。

## 概要
スタジオの若い女性と一緒に、今一番の人気になるテーマをめぐる番組。
『わがまましてます50人』をリニューアルしたトークバラエティだが、3か月で終了し、9か月続いた一般女性とのトーク番組は終了した。

## 司会
- 野末陳平（番組内では「キャプテン」と呼称）
- 石田純一
- 南美希子

## テーマ

### 『夢中船』時代
1. 上司に受けるOL
2. 独立して成功する女性
3. 亭主の不倫
4. 都会が1番似合う女

### 『チェックTV』時代
1. 女性に好かれる女性No.1
2. 不倫は大人の恋
3. オフィスラブの実態
4. 亭主を出世させる新妻は
5. 得した歓迎の瞬間女性
6. 共稼ぎ夫婦
7. お店持つなら度胸と色気
8. 見せます大胆ハイレグ娘
9. 限界スレスレ水着の女

## オープニングキャッチ
- 当番組のオープニングキャッチも、『わがまましてます50人』同様クロージングに行われていた。
- 『夢中船』時代は、映像・ジングルとも『ライオンのいただきます』（フジテレビ系列）同様で、後半（ライオン一家が手をつなぐ場面）に『ライオン』のテロップが出た後、そのテロップが後方に移動して『ライオンのわがまま夢中船』となる演出だった。
- 『チェックTV』時代は、ジングルと前半映像は不変だが、後半『ライオン』のテロップが出た後、『チェックTV ライオンのDo You 土曜?』と書かれたブルーバック画面が出る演出に代わった（後の『ライオンのおしゃべりな夜』でも同様だった）。
- 双方とも、その後の提供コメントは「この番組は、おはようからおやすみまで暮らしをみつめる『ライオン』の提供でお送りしました。」である。